# 2. Kavalleriedivision (Reichswehr)
Die 2. Kavallerie-Division war ein Großverband der Reichswehr, dessen Stab in Breslau stationiert war.

## Geschichte
Die Aufstellung von Reiter-Regimentern begann zum Teil direkt nach dem Ersten Weltkrieg aus der demobilisierten Armee des Kaiserreiches (Friedensheer). Zunächst wurden in der sogenannten Vorläufigen Reichswehr (Frühjahr 1919 bis Ende September 1919) und in der Zeit des Übergangheeres (1. Oktober 1919 bis Mai 1920) Regimenter gebildet. Durch die Bedingungen des Friedensvertrages von Versailles wurden 1921 dann drei reine Kavallerie-Divisionen aus jeweils sechs Reiter-Regimentern in der Reichswehr neu aufgestellt. Die Kavallerie war mit dem Karabiner 98 b und leichten Maschinengewehren ausgerüstet.  Die Wehrmacht beschloss im Jahr 1934 die Auflösung der drei bestehenden Kavallerie-Divisionen.

## Gliederung
Die Division unterstand dem Gruppenkommando 1 in Berlin. Der Divisionsstab war in Breslau stationiert. Die unterstellten Verbände waren in der Provinz Schlesien, der Provinz Sachsen und der Provinz Brandenburg disloziert und umfasste die folgenden neu aufgestellten Reiter-Regimenter:
- 7. (Preußisches) Reiter-Regiment in Breslau (Stab, 1., 2. und 6. Eskadron, Ausbildung) und Lüben (3., 4.)
- 8. (Preußisches) Reiter-Regiment in Brieg  (Stab, 1., 3., Ausb.), Oels (2.) und Namslau (4.)
- 9. (Preußisches) Reiter-Regiment in Fürstenwalde/Spree (Stab, 1., 2., Ausb.) und Beeskow (3., 4.)
- 10. (Preußisches) Reiter-Regiment in Züllichau (Stab, 3., 4., Ausb.) und Torgau (1., 2.)
- 11. (Preußisches) Reiter-Regiment in Neustadt (Oberschlesien) (Stab, 3., 4.), Leobschütz (2.) und Ohlau (1., Ausb.)
- 12. (Sächsisches) Reiter-Regiment in Dresden (Stab, 4., 6.), Grimma (1., 3.) und Großenhain (2., Ausb.)

## Kommandeure
| Dienstgrad                   | Name                | Datum                               |
| ---------------------------- | ------------------- | ----------------------------------- |
| Generalleutnant              | Otto von Preinitzer | 1. Mai 1920 bis 1. April 1922       |
| Generalleutnant              | Ernst Hasse         | 1. April 1922 bis 1. Januar 1925    |
| Generalmajor                 | Hugo von Kayser     | 1. Januar 1925 bis 1. Oktober 1926  |
| Generalmajor/Generalleutnant | Richard von Graberg | 1. Oktober 1926 bis 1. Oktober 1928 |
| Generalleutnant              | Gerd von Rundstedt  | 1. Oktober 1928 bis 1. Februar 1932 |
| Generalmajor                 | Ewald von Kleist    | 1. Februar 1932 bis 1. Oktober 1933 |
| Generalmajor                 | Günther von Pogrell | 1. Oktober 1933 bis 1. Oktober 1935 |